# こんにちは赤ちゃん
こんにちは赤ちゃん（こんにちはあかちゃん）は、1963年（昭和38年）にリリースされた歌謡曲。また、それをモチーフにした映画作品（2作品存在する。詳細後述）、およびテレビドラマ（詳細後述）。

## 歌謡曲
歌唱：梓みちよ、作詞：永六輔、作曲：中村八大
作曲者・中村の第一子生誕をヒントに永が作詞した作品である。本来はそのエピソードから永がパパの心情を歌詞にして、中村にプレゼントした曲であった。永は自身のコンサートや、後年テレビ朝日の『題名のない音楽会』に出演した際などに、「パパの心情版」のこの曲を歌っている。歌詞は、セシル・ソヴァージュの詩『こんにちは赤ちゃん』を換骨奪胎して作られたもの。
1963年7月6日、NHKテレビの人気番組『夢であいましょう』の今月の歌コーナーにて紹介された。原曲は上記のとおりパパの心情の歌詞であるが、歌手が女性であることなどから、ママの心情に置き換えた。
譜面の視聴者プレゼントへ週に1万通を超える応募が殺到するなどの以後の大反響から同年11月1日、キングレコードよりシングルレコードが発売されると、100万枚を超える（120万枚とも）空前の大ヒットとなり、梓は本曲で同年の第5回日本レコード大賞を受賞し、第14回NHK紅白歌合戦にも本曲で初出場を果たす。
翌1964年には、5月に東京・文京区の椿山荘で開かれた学習院初等科同窓会に招待され、昭和天皇の御前でこの歌を披露した。明治時代以降において日本芸能界初の天覧歌謡曲となる。また、第36回選抜高校野球大会の開会式入場行進曲に使用された。坂本九の「スキヤキ」の世界的ヒットの直後ということもあり、同じ作詞・作曲者であるこの曲も、同年英国デッカ・レコードを通じ梓のバージョンが日本語のまま世界に向けて発売された。
1960年代半ば、この曲は日本に近いこともあり当時のソ連極東の住民の間で非常に人気があった。
1992年6月10日、作曲した中村が61歳で死去。同年の第43回NHK紅白歌合戦で、梓は16年ぶり11回目の出演を果たし、中村を偲んで本曲を披露した。
2006年（平成18年）に文化庁と日本PTA全国協議会が「日本の歌百選」に選定した。
日本テレビ系バラエティー『ぐるぐるナインティナイン』の名物コーナー『ゴチになります!』のクビレースでナインティナインの矢部浩之が2013年のパート14でクビになった際に『散り際の曲』として使われたことがある。ちなみにパート16の最終戦でも選択したが、無事に残留したために使われなかった。(江角マキコがクビになりエレファントカシマシの曲が使われたため)
後年の再発売CDでは、カップリングに清純派からのイメージチェンジ後の代表曲である「二人でお酒を」が収録されることがある。

### シングル収録曲
- 両楽曲共に、作詞：永六輔／作曲・編曲：中村八大

1. こんにちは赤ちゃん（2分21秒）
歌：梓みちよ
2. いつもの小道で（2分25秒）
歌：梓みちよ、田辺靖雄

### カバー
こんにちは赤ちゃん
- 雪村いづみ - 1964年発売のシングル『こんにちは赤ちゃん』（ビクター、SV-35）に収録。B面は英語版「KONNICHIWA AKA-CHAN」。
- ノエリーン・バットレイ（英語版） - オーストラリアの女性歌手。1964年に「Little Treasure From Japan (Kon Nichi Wa Akachan)」（Festival、FK-694）として現地で英語カヴァーを発表（シングル。B面は梓みちよ版）。
- 美空ひばり - 1975年発売のアルバム『美空ひばり芸能生活三十周年記念 歌謡曲50年 第12集』（AP-7012）に収録
- アニメ『少女革命ウテナ』の挿入歌として使用され、1998年発売のアルバム『少女革命ウテナ さあ、私とエンゲージして…』に東京混声合唱団の歌で収録された。

## 映画作品
東宝と日活で映画化され（両作品ともストーリーは異なる）、いずれも曲リリースの翌年、1964年に劇場公開された。なお、当然ながら同名曲が主題歌として用いられたが、梓の歌が使用されたのは東宝版のみであり、日活版は混声合唱によるもので、ラストで和泉雅子や山内賢など出演者が合唱する演出がされた（こちらの作品において歌手名はクレジットされなかった）。

### 東宝版
- 3月20日公開。同時公開作品は『続・若い季節』（古沢憲吾監督）。

大学教授の四方山敬介（小林桂樹）は妻に先立たれ、8ヶ月の赤ちゃんをかかえて四苦八苦の日々である。ある日、お手伝いさんが休みで困っていたところ、お隣りの奥さんが預かってくれることになる。だが、なぜか教え子の女子大生・会田道代（梓みちよ）がお守として我が子を学校に連れてきていた。何となく自分の子どもだと言えなかった敬介は、道代に赤ちゃんを世話するため公然と学校をさぼってもいいと認める。道代は大喜びでボーイフレンドの康彦（田辺靖雄）を引き込み、お守のアルバイトに精を出すことになる。ある日道代が、康彦のアパートの部屋に二人でいると、康彦の父（ハナ肇）が偶然上京してきた。あわてものの父は初孫と勘違いしてデパートの赤ちゃん用品売場に直行、ちょうど催されていた赤ちゃんコンクールで一等をとる。一方、学部長から同僚教師の沖山女史（岸田今日子）との結婚をすすめられていた四方山教授だが、道代は沖山女史が気に食わない。しかし沖山女史との話は進み、赤ちゃんと対面することになるのだった。
- 監督：松林宗恵
- 出演
  - 会田道代：梓みちよ
  - 田部康彦：田辺靖雄
  - 四方山敬介：小林桂樹
  - 立川藤子：八千草薫
  - 沖山女史：岸田今日子
  - 三上利夫：小泉博
  - 三上和子：中北千枝子
  - 永田浩二：江原達怡
  - 永田静子：若林映子
  - 田部賢吉：ハナ肇
  - アパート管理人：沢村いき雄

### 日活版
- 2月23日公開。同時公開作品は『人生劇場』（舛田利雄監督）。

日本と東南アジアを結ぶ貨物船・月光丸が横浜に寄航すると、船員たちと家族は定宿の“カモメホテル”に集まった。ホテルの娘とも子（和泉雅子）をめぐって、船員の五郎（山内賢）と実（杉山俊夫）は恋がたきだった。そんな五郎の所へ、光子（有田双美子）と母親が郷里から出て来る。五郎に好意をもっていたとも子は不機嫌になる。一等航海士の谷村（川地民夫）は服飾デザイナーの妻と別居して、生後10ヶ月の弘を母親に預けていたが、いとこの洋子（芦川いづみ）がわざわざ連れてくる。その弘はみんなから引っ張りだこになり、ついには行方不明となって大騒ぎになる。三好無線士（桂小金治）の妻も出産間近で、一目会いたいとやって来たが、出航間際になって産気づいてしまった。カモメホテルはてんやわんやの大騒ぎである。船長の娘でテレビ局アナウンサー・宇田川圭子役の吉永小百合が物語の進行役を務めているが、全員が「こんにちは赤ちゃん」を合唱するシーンではただ一人歌っていない。ただし、劇中で持ち歌の「寒い朝」をアカペラで歌っている。
- 監督：井田探
- 原作：永六輔、中村八大
- 脚本：山崎巌、才賀明
- 脚本協力：永六輔
- 企画：園田郁毅
- 撮影：萩原泉
- 美術：柳生一夫
- 音楽：三保敬太郎
- 録音：片桐登司美
- 照明：三尾三郎
- 編集：井上親弥
- 協賛：ダブルG森永ドライミルク

- 配役・出演
  - 清水とも子：和泉雅子
  - 西坂五郎：山内賢
  - 小松実：杉山俊夫
  - 高木光子：有田双美子
  - 石田洋子：芦川いづみ
  - 谷村利夫：川地民夫
  - 三好菊次：桂小金治
  - 三好君枝：福田トヨ
  - 大野長平：藤村有弘
  - 大野咲江：新井麗子
  - 宇田川：清水将夫
  - ナオミ：久里千春
  - 西坂ユキ： 北林谷栄
  - ケニイ：E・H・エリック
  - 和枝：若水ヤエ子
  - 宇田川圭子：吉永小百合（特別出演）
  - 田端義夫 （本人役で「島育ち」「さむらい鴉」を歌唱）
  - フロントマン：野呂圭介
  - 海坊主：ミスター珍

ほか

## テレビドラマ
1964年5月4日から同年10月30日までTBS系列で放送。時間（JST）は平日14:00 - 14:15で、この枠で放送された昼ドラの第1作目。武田薬品工業の全曜日一社提供。

### 出演者
- 若原一郎
- 真山知子
- 神田時枝　ほか